# Лі Син Бон
Лі Син Бон (кор. 이승봉; нар. 12 червня 1992) — південнокорейський борець вільного стилю, бронзовий призер чемпіонату Азії.

## Життєпис
У 2009 році став бронзовим призером чемпіонату світу Азії кадетів.

## Спортивні результати на міжнародних змаганнях

### Виступи на Чемпіонатах світу
| Змагання                        | Збірна         | Вагова категорія          | Місце |
| ------------------------------- | -------------- | ------------------------- | ----- |
| Чемпіонат світу з боротьби 2018 | Південна Корея | вільна боротьба, до 70 кг | 25    |

### Виступи на Чемпіонатах Азії
| Змагання                       | Збірна         | Вагова категорія          | Місце  |
| ------------------------------ | -------------- | ------------------------- | ------ |
| Чемпіонат Азії з боротьби 2018 | Південна Корея | вільна боротьба, до 70 кг | Срібло |
| Чемпіонат Азії з боротьби 2021 | Південна Корея | вільна боротьба, до 70 кг | 5      |

### Виступи на інших змаганнях
| Змагання                               | Збірна         | Вагова категорія          | Місце  |
| -------------------------------------- | -------------- | ------------------------- | ------ |
| Гран-прі Іспанії з боротьби 2014       | Південна Корея | вільна боротьба, до 65 кг | 5      |
| Гран-прі Іспанії з боротьби 2015       | Південна Корея | вільна боротьба, до 65 кг | Бронза |
| Меморіал Іона Корнеану 2015            | Південна Корея | вільна боротьба, до 70 кг | Бронза |
| Турнір Г. Картозія і В. Балавадзе 2018 | Південна Корея | вільна боротьба, до 70 кг | 15     |

### Виступи на змаганнях молодших вікових груп
| Змагання                                     | Збірна         | Вагова категорія          | Місце  |
| -------------------------------------------- | -------------- | ------------------------- | ------ |
| Чемпіонат Азії з боротьби серед кадетів 2008 | Південна Корея | вільна боротьба, до 54 кг | 5      |
| Чемпіонат Азії з боротьби серед кадетів 2009 | Південна Корея | вільна боротьба, до 63 кг | Бронза |
| Чемпіонат Азії з боротьби серед юніорів 2012 | Південна Корея | вільна боротьба, до 66 кг | 7      |